# クール・ワールド
『クール・ワールド』（Cool World）は、1992年公開のアメリカ映画。

## 概説
アニメーション作家のラルフ・バクシが手掛けた、実写とアニメの合成映画である。全年齢対象であった『ロジャー・ラビット』と違い、お色気シーンもあるR指定寄りの作りであり、キム・ベイシンガーがアニメと実写の奔放でセクシーなヒロインを演じ、ブレイク前のブラット・ピットも出演し話題になった。

## あらすじ
1945年のラスベガス。第二次世界大戦から帰還したフランクは、交通事故に遭い、漫画の世界「クール・ワールド」へ飛ばされた。それからずいぶん経ったある日、出所が近い人気漫画家ジャックも「クール・ワールド」へ飛ばされた。そこで彼はホリーというアニメ・キャラクターの美女と出会い、出所後もたびたび「クール・ワールド」へ足を運んだ。ホリーは現実の人間になることを夢見ており、彼とセックスをしてその夢を果たし、現実世界へと飛んで行った。ジャックは「クール・ワールド」の刑事になったフランクと共にホリーを追いかけた。

## 登場人物

### 人間
ジャック・ディーブズ（Jack Deebs）
演・声 - ガブリエル・バーン、声 - モーリス・ラマーシュ（スーパージャック時）
クール・ワールドの作者である人気漫画家。妻と浮気をしていた男を殺し、獄中に入っていた。
夢を見るたびにクールワールドと現実世界を行き来し、ホリーに魅了されていく。
フランク・ハリス（Frank Harris）
演・声 - ブラッド・ピット
帰還兵。母親と新たに購入したバイクでドライブに出るが、交通事故に遭い、クールワールドの世界へ飛ばされてしまう。
その後、クールワールド警察の刑事として働く。
アガサ・ローズ・ハリス（Agatha Rose Harris）
演 - ジャンニ・ブレン＝ロヴェン
フランクの母。息子とともにバイクのドライブ中に飲酒運転の車にぶつかり死亡する。
ジェニファー・マレイ（Jennifer Malley）
演 - ミーセル・エイブラムス
ジャックの隣人。
イザベル・マレイ（Isabelle Malley）
演 - デアドラ・オコネル
ジェニファーの母。
フランク・シナトラJr.
演 - 本人
コミックブックファン
演 - スティーヴン・ワース
コミック店のレジ係
演 - キャリー・ハミルトン

### クール・ワールド
ホリー・ウッド（Holli Would）
演・声 - キム・ベイシンガー
ダンサー。現実世界に強い憧れを持つ。ジャックやフランクを誘惑し、人間の体を手に入れようと企む。
ロネット（Lonette）
演・声 - キャンディ・ミロ
フランクのガールフレンド。
ネイルズ・ザ・スパイダー（Nails the Spider）
声 - チャーリー・アドラー
クールワールド警察の刑事で、フランクの相棒。蜘蛛のような姿をしている。雲アレルギー。
ヒゲ先生（Dr. Whiskers）
声 - モーリス・ラマーシュ
博士。電気の誤作動でフランクをクールワールドへ引っ張り込んでしまう。ホリーが憧れを持つベガス・ビニー（Vegas Vinnie）のモデル。
スパークズ（Sparks）
声 - マイケル・デイヴィッド・ラリー
小銭を武器に戦うサングラスをかけた男。ホリーに好意を持つ。
ザ・グーンズ（The Goons）
ホリーの手下の4人組。悪事を働く。
スラッシュ（Slash）
声 - ジョーイ・カメン
赤子の姿をしたグーン。
ボブ（Bob）
声 - キャンディ・ミロ
異性装のグーン。
マッシュ（Mash）
声 - モーリス・ラマーシュ
青いグーン。
バッシュ（Bash）
声 - グレゴリー・スネゴーフ
ゴリラの姿をしたグーン。
クラップス・バニー（Craps Bunny）
声 - ジェニーン・ジェニングス

ホリーの扉（Holli's Door）
声 - ジョーイ・カメン

## スタッフ
- 監督：ラルフ・バクシ
- 製作：フランク・マンキューソ・ジュニア
- 脚本：マイケル・グレイス、マーク・ヴィクター
- 撮影：ジョン・A・アロンゾ
- 音楽：マーク・アイシャム
- 視覚効果スーパーバイザー：リー・クロウ
- アニメーション・ディレクター：ブルース・ウッドサイド